# Gerrit Lohmann
Gerrit Lohmann (* 1965 in Göttingen) ist ein deutscher Physiker und Klimaforscher auf dem Gebiet der Entwicklung und Analyse komplexer Modelle zu Simulationen abrupter Klimaübergänge. Er ist Professor für Physik des Klimasystems an der Universität Bremen und leitet die Sektion Dynamik des Paläoklimas am Alfred-Wegener-Institut, Helmholtz-Zentrum für Polar- und Meeresforschung (AWI).

## Biografie

### Familie, Ausbildung und Beruf
Gerrit Lohmann ist der Sohn des Wirtschaftswissenschaftlers Karl Lohmann und Bruder des Unternehmers Dag Lohmann.
Er absolvierte sein Abitur am Theodor-Heuss-Gymnasium Göttingen und leistete seinen Zivildienst auf der Nordseeinsel Wangerooge. Es folgten mehrere Berufspraktika und Auslandsaufenthalte, u. a. am Kibbuz Afek in Israel. Er studierte Physik, Mathematik, Chemie und Pädagogik an der Universität Göttingen und der Universität Marburg und schrieb seine Diplomarbeit im Bereich der Theoretischen Physik.
Lohmann war Doktorand am AWI, Gastwissenschaftler am Earth Science Center der Universität Göteborg und Stipendiat des DAAD. 1995 legte er seine Dissertation über die Stabilität der Ozeanzirkulation ab. 1996 wandte er sich dem Gebiet der Erdsystemmodellierung und der Erdsystemanalyse zu und arbeitete bis 2000 am Max-Planck-Institut für Meteorologie in Hamburg. In den folgenden Jahren arbeitete er am Fachbereich Geowissenschaften der Universität Bremen, am Meteorologischen Institut der Universität Hamburg und am Zentrum für marine Umweltwissenschaften (MARUM) der Universität Bremen. Er war Leiter einer Arbeitsgruppe, die im Rahmen der Nachwuchsförderung zur deutschen Klimaforschung eingerichtet wurde. Lohmann ist an der Organisation von nationalen wie internationalen Symposien beteiligt (z. B. US National Academy of Sciences, Humboldt-Stiftung, Europäischen Geophysikalischen Gesellschaft) und initiierte nationale wie internationale Forschungsprojekte.
Neben seiner Forschungsarbeit engagiert er sich in der Akademie für Ost-West-Begegnungen, einem Verein für politische Bildung und anerkanntem Träger der Bundeszentrale für politische Bildung.

### Wissenschaft
Lohmann erforscht die Mechanismen für Klimaschwankungen auf dekadischen bis hin zu geologischen Zeitskalen. Hierfür verbindet er Klimamodelle mit Analysen von Klimadaten, die u. a. aus Klimaarchiven von Eisbohrkernen, Korallen oder Sedimenten abgeleitet werden, um Schlüsse über das Klima der Vergangenheit und zu schnellen Klimaschwankungen (z. B. Dansgaard-Oeschger-Ereignissen) zu ziehen. Er hat über 350 Fachbeiträge in internationalen Zeitschriften im Bereich der Klimamodellierung, Dateninterpretation, sowie über Methoden zur Gewinnung wissenschaftlicher Entdeckungen publiziert. Er hält regelmäßig Vorträge zu Fragen des Klimawandels und ist Verfasser von mehreren Büchern. Lohmann ist Mit-Antragsteller im Exzellenzcluster ›Der Ozeanboden – unerforschte Schnittstelle der Erde‹ der Universität Bremen.
Lohmann ist Initiator vieler Workshops, Sommerschulen, Seminare und Konferenz-Sessions. Er erarbeitete ein innovativen Konzeption zur Ausbildung des wissenschaftlichen Nachwuchses in der Earth System Sciences Research School (ESSReS) und Deutsch-Chinesischen Sommerschulen. Lohmann war Sprecher für den Bereich Ozeane und Kryosphäre im Klimawandel in der Helmholtzgemeinschaft.

## Veröffentlichungen (Auswahl)
- Mathematics and Climate Change. In: Handbook of the Mathematics of the Arts and Sciences. Sriraman B. (ed.), doi:10.1007/978-3-319-70658-0_145-1, 32pp.,  Springer, Cham 2021, ISBN 978-3-31-970658-0.
- Temperatures from energy balance models: the effective heat capacity matters. In: Earth Syst. Dynam. 11, S. 1195–1208, doi:10.5194/esd-11-1195-2020, 2020.
- mit M. Butzin, N. Eissner, X. Shi, C. Stepanek: Abrupt climate and weather changes across timescales. In: Paleoceanography and Paleoclimatology, 35 (9),  doi:10.1029/2019PA003782, Special Section AGU Grand Challenges in the Earth and Space Sciences, 2020.
- mit H. Yang, U. Krebs-Kanzow, M. Ionita, X. Shi, D. Sidorenko, X. Gong, X.Chen, E. J. Gowan: Poleward shift of the major ocean gyres detected in a warming climate. In: Geophysical Research, Letters 47, doi:10.1029/2019GL085868, 2020
- mit H. Yang: Große, windgetriebene Meeresströmungen verschieben sich polwärts. In: Physik in unserer Zeit 51 (3), S. 113–114. doi:10.1002/piuz.202070307, 2020
- mit X. Chen, X. Gong, S. Li: Concept of a Sino-German summer school on multi-scale processes in ocean and atmosphere. In: Challenges, 11 (2), S. 24; doi:10.3390/challe11020024, 2020
- mit G. Knorr: A warming climate during the Antarctic ice sheet growth at the Middle Miocene transition. In: Nature Geoscience 7, S. 376–381. doi:10.1038/NGEO2119, 2014
- mit X. Zhang, G. Knorr, C. Purcell: Abrupt glacial climate shifts controlled by ice sheet changes. In: Nature 512, S. 290–294, doi:10.1038/nature13592 online, 2014
- mit M. Pfeiffer, T. Laepple, G. Leduc, J.-H. Kim: A model-data comparison of the Holocene global sea surface temperature evolution. In: Clim. Past, 9, 1807–1839, doi:10.5194/cp-9-1807-2013, 2013.
- mit T. Laepple, M. Werner: Synchronicity of Antarctic temperatures and local solar insolation on orbital time-scales. In: Nature, 471, S. 91–94. online, 2011
- mit R.N. Drysdale, J.C. Hellstrom, G. Zanchetta, A.E. Fallick, M.F. Sánchez Gõni, I. Couchoud, J. McDonald, R. Maas, I. Isola: Evidence for obliquity forcing of glacial Termination II. In: Science, 325, S. 1527–1531. online, 2009
- mit N. Rimbu, M. Dima: Climate signature of solar irradiance variations: Analysis of long-term instrumental, historical, and proxy data. In: International Journal of Climatology, 24, S. 1045–1056. doi:10.1002/joc.1054, 2004
- mit T. Felis, H. Kuhnert, S. Lorenz, D. Scholz, J. Pätzold, S. A. Al-Rousan, S. M. Al-Moghrabi: Increased seasonality in Middle East temperatures during the last interglacial period. In: Nature, 429, S. 164–168. doi:10.1038/nature02546, 2004
- mit G. Knorr: Southern Ocean Origin for Resumption of Atlantic Thermohaline Circulation during Deglaciation. In: Nature, 424, S. 532–536, doi:10.1038/nature01855 Online, 2003
- Atmospheric and oceanic freshwater transport during weak Atlantic overturning circulation. In: Tellus 55 A, S. 438–449. doi:10.1034/j.1600-0870.2003.00028.x, 2003
- mit R. Brüning: Charles S. Peirce on creative metaphor: A case study of the conveyor belt metaphor in Oceanography. In: Foundations of Science 4 (4), S. 389–403. doi:10.1023/A:1009639700707 Special Issue for Scientific Discovery and Creativity, 1999.

## Bücher
- mit H. Fischer, T. Kumke, G. Flöser, H. Miller, H. v. Storch, J.F.W. Negendank: Introduction to the KIHZ project, pp. v-vii. In: The climate in historical times: Toward a synthesis of Holocene proxy data and climate models, Springer-Verlag, Berlin/Heidelberg/New York 2004, ISBN 978-3-540-20601-9. doi:10.1007/978-3-662-10313-5
- mit K. Grosfeld, D. Wolf-Gladrow, V. Unitan, J. Notholt, A. Wegener: Earth System Science: Bridging the Gaps between Disciplines. Perspectives from a Multi-disciplinary. Helmholtz Research School. Series: SpringerBriefs in Earth System Sciences, Heidelberg 2013, ISBN 978-3-642-32234-1. doi:10.1007/978-3-642-32235-8
- mit H. Meggers, V. Unnithan, D. Wolf-Gladrow, J. Notholt, A. Bracher (eds.): Towards an Interdisciplinary Approach in Earth System Science: Advances of a Helmholtz Research School. Springer Earth System Sciences, Heidelberg 2015, ISBN 978-3-319-13864-0. doi:10.1007/978-3-319-13865-7
- mit D. Chirila: Introduction to Modern Fortran for Earth System Sciences. Springer, Berlin/Heidelberg 2015, ISBN 978-3-642-37008-3. doi:10.1007/978-3-642-37009-0
- Klimagespräche. Interviews mit Klimawissenschaftler*innen. Springer, Berlin/Heidelberg 2025, ISBN 978-3-662-70420-2, doi:10.1007/978-3-662-70420-2

## Auszeichnungen
- 2009: Romanian Academy Award Stefan Hepites mit Norel Rimbu, Klaus Grosfeld, Klaus Fraedrich, Frank Lunkeit for "understanding of atmospheric circulation during the Holocene"
- 2016: Gastprofessur am First Institute of Oceanography, Qingdao, China[10]
- 2021: Mitglied der Academia Europaea[11]
- 2024–2030: ERC synergy grant, Project "i2B - Into the Blue"[12]